# استوارت برد
استوارت برد (انگلیسی: Stuart Baird؛ زادهٔ ۳۰ نوامبر ۱۹۴۷) کارگردان فیلم، تهیه‌کننده فیلم و تدوین‌گر اهل بریتانیا است. از فیلم‌هایی که وی در آن‌ها نقش داشته است، می‌توان به والنتینو، جان‌سخت ۲ و در امتداد رودخانه به سمت درخت‌ها اشاره نمود.